# ゼフロンクの楽しいキッチン
『ゼフロンクの楽しいキッチン』(原題：Tasty Time with ZeFronk)は、ディズニー・チャンネルの朝の特別枠『ディズニー・ジュニア』内で放送されている知育アニメ番組群のうちの1つ。

## 番組の概要
このアニメ番組は、タイトルから連想されるとおり、料理系の知育番組であり、主な視聴者層である子供たちが簡単にお菓子を中心とした様々な料理を手軽に作れるように制作されている。
ただ、放送時間が毎回5分足らずであるために、他の料理番組（キユーピー3分クッキングなど）のようにレシピは字幕で表示されることは一切なく、料理の作り方は主人公のゼフロンクにより口頭で説明されるだけである。

## 登場人物
ゼフロンク
声 - 鈴木千尋
主人公。常にコック帽をかぶっている赤毛のダックスフント。
スー
ゼフロンクのアシスタント的な小鳥で、彼の料理作成を手伝ったりする。
ドム
ゼフロンクの悪友的存在のドラ猫。
毎回、彼の料理作成を妨害したり、完成品を横取りしたりするといったやや腹黒い性格である。

## サブタイトル一覧
1. 思いがけない届け物 / The Surprise Package
2. 世界一のシェフ / Best Chef in the World Award
3. ドムはトマトがきらい? / Dom's Tomato Surprise
4. 本物のスーはどっち? / Two Sues
5. ドムの魚釣り / Dom's Fishing Trip
6. ドムの誕生日 / Dom's Birthday
7. ぼくのキッチンにご招待! / Ze Pancakes
8. 暑がりネコには親切に / Be Nice to Hot Cats Day
9. ドム、つまみ食いをやめる / Dom's Retirement
10. ドムと一緒にエクササイズ / Dom-ercise
11. イギリスのティー・サンドイッチ / Ze English Tea Sandwiches
12. ジャマイカのココナツ・バナナロール / Ze Jamaican Coconut Banana Wheels
13. メキシコのケサディーヤ / Ze Mexican Quesadilla
14. イタリアのカプレーゼ・カバブ / Ze Italian Caprese Kabobs
15. 中国のチャイニーズ・チキンサラダ / Ze Chinese Chicken Salad
16. タイのスイカのフローズンドリンク / Ze Thai Watermelon Slush
17. インドのマンゴーラッシー / Ze Indian Mango Lassi
18. ギリシャのおやつピタ / Ze Greek Treat
19. ドイツのポテト・パンケーキ / Ze German Potato Pancakes
20. フランスのミニキッシュ / Ze French Mini Quiche